# SPIT (informatique)
Pour les articles homonymes, voir SPIT.
Le SPIT (acronyme de SPam over Internet Telephony, et jeu de mots sur l'anglais to spit, cracher) désigne la publicité indésirable faite via les réseaux de communication téléphonique sur IP.
Cette pratique s'est développée avec l'augmentation massive du recours des usagers de la téléphonie aux systèmes de transmission vocale par Internet.